# Lykische Sprache
Lykisch war die Sprache des antiken Volks der Lykier. Es war eine indogermanische Sprache und gehörte zur Untergruppe der anatolischen Sprachen. Verwandtschaftlich am nächsten stand es dem Luwischen und wurde in Lykien in Süd-Anatolien gesprochen.
Im Lykischen gab es verschiedene Dialekte, die als Lykisch A und Lykisch B bezeichnet werden. Lykisch B wird auch Milyisch genannt und zuweilen als eigenständige Sprache bezeichnet.
Einige Namen, die auf Inschriften gefunden wurden, deuten auf vor-indogermanische Bewohner Lykiens hin. Demnach haben sich in Lykien alt-anatolische Elemente sehr lange gehalten, was sich durch die Abgelegenheit und Unzugänglichkeit des Landstrichs erklären lässt.

## Schrift und Entzifferung

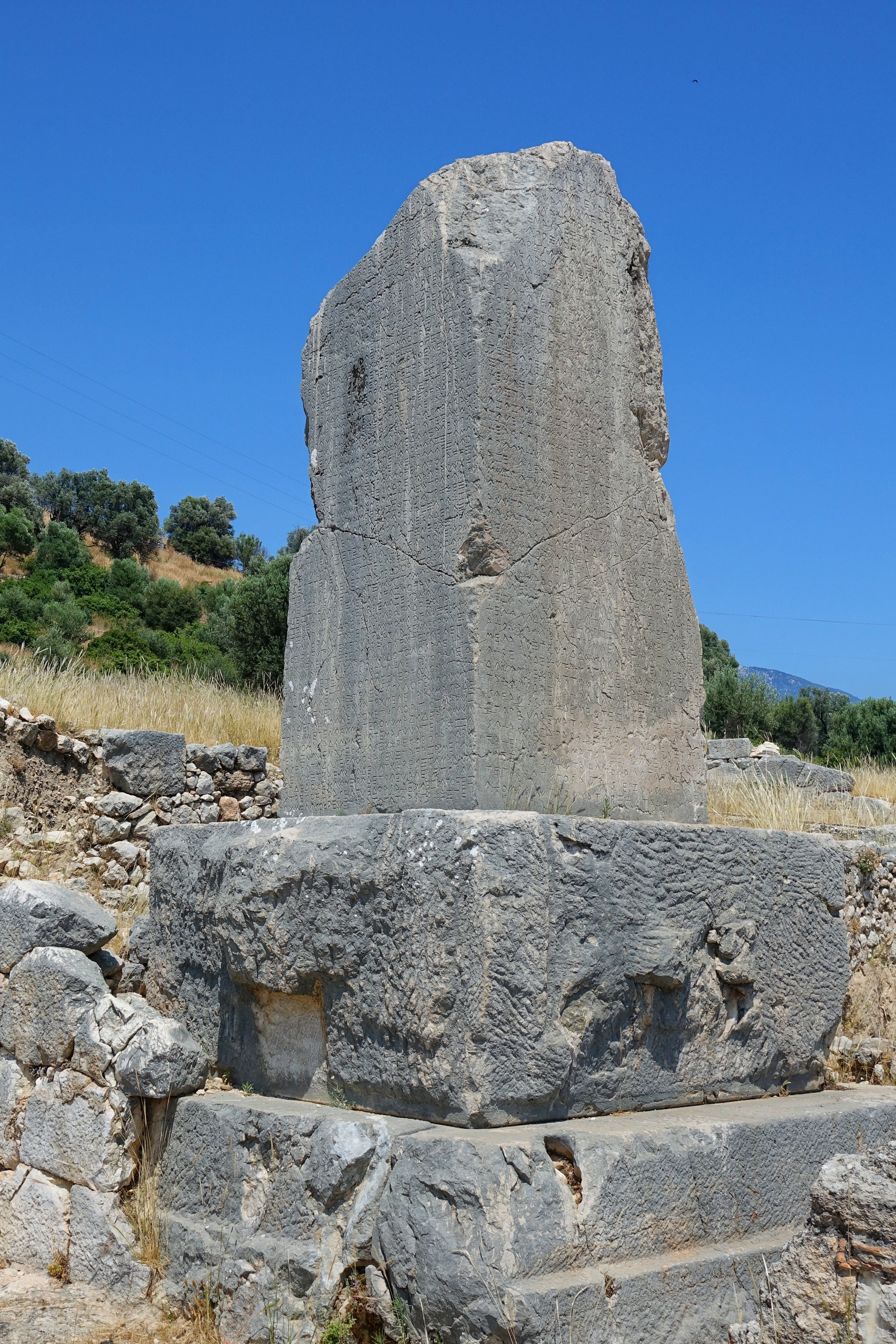
Stele von Xanthos, Totale

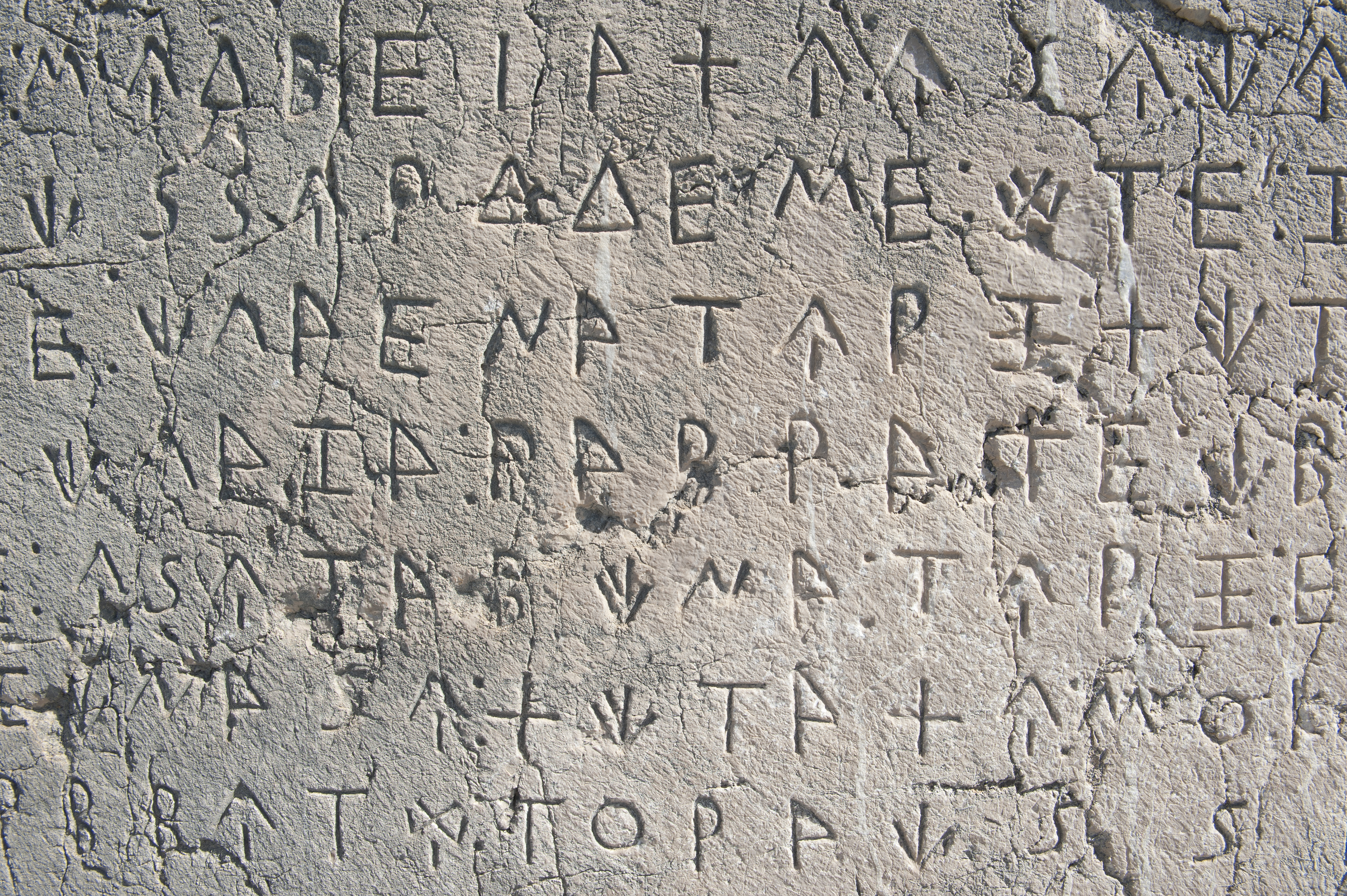
Stele von Xanthos, Detail

Die lykische Sprache bediente sich ab dem 5. Jahrhundert v. Chr. einer Schrift, die vermutlich von einem westgriechischen Alphabet abgeleitet wurde und ist durch circa 180 Steininschriften, u. a. an Felsengräbern, und 200 Münzlegenden aus dem 5. und 4. Jahrhundert v. Chr. dokumentiert. Der Zeitraum der Sprachdenkmäler umfasst nur etwa 180 Jahre. Bereits im 4. Jahrhundert v. Chr. ist die Sprache starken hellenistischen Einflüssen unterworfen – die Bevölkerung begann, sich griechische Namen zu geben. Die Schrift ist nicht vollständig entschlüsselt, viele Lesarten beruhen auf Hypothesen. Auch die Phonetik ist noch ungeklärt. Wahrscheinlich war Lykisch am Ende des Hellenismus ausgestorben.
Eine Schlüsselrolle bei der Entzifferung der Sprache kommt zwei Sprachdenkmälern zu, zum einen der im Jahre 1974 entdeckten Trilingue vom Letoon aus dem Jahr 337 v. Chr. und zum anderen der Stele von Xanthos um 400 v. Chr., einem Grabpfeiler, der auf allen vier Seiten beschriftet ist. Auf der Trilingue ist eine Lex sacra (Kultregel) in drei Sprachen veröffentlicht: griechisch, aramäisch und lykisch. Auf der xanthischen Stele befindet sich wenigstens eine griechische Zusammenfassung. Dennoch widersteht der lykische Text bisher allen Übersetzungsversuchen. Bislang versteht man nur, dass auf der Stele die Heldentaten des Sohnes eines gewissen Harpagos des Königs Xeriga geschildert werden, der mehrere Burgen erobert und Siege auf Wettkämpfen errungen hatte. Auf den Grabdenkmälern sind offenbar die Namen, die Genealogien und die Verfügungen für Nachbestattungen festgehalten.
Die Schrift ist in Unicode im Block Lykisch enthalten und ist somit für den Gebrauch auf Computersystemen standardisiert.